# 세르히오 마르카리안
세르히오 아프라암 마르카리안 아브라아미안(스페인어: Sergio Apraham Markarián Abrahamian, 1944년 11월 1일, 몬테비데오 ~ )은 아르메니아 혈통을 가진 우루과이의 축구 감독이다.

## 초기 경력
마르카리안은 7세때부터 18세때까지 유년 시절과 청소년 시절을 대부분 아르헨티나에서 보냈다. 그는 17세가 되기 전까지 좌측 센터백으로 활약했었다. 프로 축구계에 발을 들여놓지 못했던 그는 대학에 진학해 전공을 공부하고, 우루과이의 에너지 배급 대기업에서 근무하였고 사업 본부장까지 승진하게 되었다. 1974년 FIFA 월드컵에서 우루과이가 네덜란드에게 패하는 모습을 본 마르카리안은 축구 감독직을 맡는 것이 그의 사명임을 깨닫게 했다. 그는 후봉의 사업 본부장직을 그만두고, 모험을 택하였고, 프로 축구 감독으로써 인생을 다하는 것에 대해 결국 동료와 벗들로부터 비난의 화살을 맞기도 했다. 마르카리안은 지위와 권력을 잃었고, 감독직을 시작하면서 10년의 고된 세월을 견뎌냈다. 그는 "저는 버스를 타기 시작하기 위해 제 메르세데스-벤츠를 매각해야 했습니다!"라고 인터뷰했다.
마르카리안은 그의 소신을 따라 존경받는 프로 감독이 되었다. 그는 훌륭한 전략가로 묘사되며, 마법사 (El Mago) 라는 별명을 얻게 했다.

## 감독 경력
비록 그는 우루과이 축구의 개선과 관련된 생각을 지니고 있었지만, 우루과이에서 프로 감독을 맡은 경험이 없다. 마르카리안은 1974년, 우루과이의 베야 비스타 리저브팀을 맡고서 1군을 맡으면서 감독직을 시작했다. 마르카리안은 1983년, 파라과이의 올림피아 사령탑을 맡으면서 프로팀 사령탑에 처음 올랐다. 그는 같은 해, 올림피아에서 감독직을 시작한 1983년에 파라과이 리그를 우승했고, 1985년에 이 업적을 반복 달성했다. 올림피아에서의 4년 후, 그는 다른 파라과이 클럽인 솔 데 아메리카로 이적해 토르네오 레푸블리카 우승으로 팀을 이끌었고, 1989년에 파라과이 리그 준우승도 거두었다. 그는 이후 또다른 파라과이 거함인 세로 포르테뇨의 감독이 되어 1990년에 토르네오 레푸블리카를 우승했다. 마르카리안은 1992년 파라과이 U-23 국가대표팀 감독을 맡아 남아메리카 프리올림픽 대회 우승을 거두어 1992년 하계 올림픽 본선행으로 팀을 인도했다. 1993년부터 1997년 사이, 마르카리안은 파라과이 클럽들인 우니베르시타리오와 스포르팅 크리스탈을 지도해, 각각 1번씩 페루 리그 우승을 안겼다. 마르카리안은 스포르팅 크리스탈을 코파 리베르타도레스 결승행으로 이끌었으나, 스포르팅 크리스탈은 결승전에서 패해 준우승에 머물렀다. 1998년, 마르카리안은 그리스 클럽 이오니코스의 감독이 되어 수페르리가 엘라다의 5위행을 이끌었고, 그들이 UEFA컵 진출에 성공하게 만들었다.
마르카리안은 1999년부터 2001년까지 파라과이 국가대표팀의 감독이었으며, 2001년에 파라과이를 대한민국과 일본에서 열린 2002년 FIFA 월드컵 본선에 올려놓았다. 그러나 2001년, 월드컵을 앞두고 베네수엘라에게 원정에서 1-3, 콜롬비아에게 홈에서 0-4로 두 차례의 예선전에서 패한 것을 문제로 삼아 당해년도에 해고되었다. 그의 자리는 이탈리아인 체사레 말디니가 가져갔다.
파라과이 국가대표팀 임기 후, 마르카리안은 그리스로 복귀해 2002년 파나티나이코스 감독으로 취임해 UEFA 챔피언스리그 8강행을 이끌었다. 마르카리안은 2002년 5월에 감독직을 내려 놓았으나 "마음을 정리할 휴식 시간이 필요했다."라며 같은해 10월에 복귀했다. 그 다음 시즌, 마르카리안은 팀을 UEFA컵 8강행으로 이끌었으나, 나중에 우승을 거둘 주제 모리뉴의 포르투에 패했다. 2005년, 또다른 그리스 클럽인 이라클리스 테살로니키가 1부 리그에서의 성적 향상을 목표로 그를 영입했다.
2002년부터 그리스 클럽 감독직을 맡았던 마르카리안은 파라과이에 복귀해 리베르타드 감독직은 2005년부터 2007년까지 맡게 되었고, 2006년과 2007년에 파라과이 리그 우승을 거두었다. 마르카리안은 2007년 6월, 멕시코의 크루스 아술의 사령탑에 취임해 팀을 아페르투라 결승전에 진출시켰으나, 산토스 라구나에 패했다. 감독직을 맡은지 1년이 된 후, 클럽 선수단 보강을 놓고 보드진과의 갈등 끝에 사임했다.
그는 코스타리카 국가대표팀 감독을 맡을 기회가 있었으나, 코스타리카 축구 협회는 로드리고 켄톤을 내정하였다. 마르카리안은 2009년에 우니베르시다드 데 칠레의 감독직을 맡아 칠레 토르네오 아페르투라를 우승시켰고, 이 우승은 우니베르시다드 데 칠레가 5년만에 처음으로 우승한 리그였고-, 보드진들과의 의견차로 계약을 해지하기 전까지 고작 6개월이 걸렸다.
2010년 7월, 마르카리안은 2011년 코파 아메리카와 2014년 FIFA 월드컵 예선전을 앞두고 페루 국가대표팀의 감독이 되었다. 마르카리안은 페루 임기동안 전 월드컵 예선전에서 최하위라는 끔찍한 성적을 냈던 호세 델 솔라르의 선수단을 물려받아 갱생시켰다. 언론의 큰 기대에 부응해, 마르카리안은 기자회견에서 "제 마음에 이번 대회의 성과는 감독직을 시작한 이래 최고일 것으로 기대합니다."라고 대답했다. 마르카리안의 목적은 페루 국가대표팀을 다음 월드컵의 본선에 올려놓아 과거 페루 축구의 명성을 회복하는 것이었다. 이는 페루가 지난 7차례의 FIFA 월드컵 본선행에 실패하면서 매우 어려운 도전이 되었다. 마르카리안은 이 어려운 도전을 맞아 파블로 벤고에체아와 오스카르 아기레가라이 수석 코치, 곤살로 바레이로 체력 코치의 도움을 받게 되었다. 마르카리안은 페루 국가대표팀 감독에 취임하면서 $760,000의 연봉을 받게 되어 남아메리카에서 3번째로 높은 수입을 거두는 감독이 되었다. 오직 마누 메네지스와 마르셀로 비엘사만이 마르카리안보다 수입이 높았다. 10월, 파나마와의 친선전에서 0-1로 패한 후, 마르카리안은 통금령에도 불구하고 파나마 시의 클럽에 나간 것으로 보고된 레이몬도 만코, 헤페르손 파르판, 그리고 혼 가이키오를 명단에서 제외했다.

## 수상

### 클럽
올림피아
- 파라과이 프리메라 디비시온: 1983, 1985

우니베르시타리오
- 페루 프리메라 디비시온: 1993

스포르팅 크리스탈
- 페루 프리메라 디비시온: 1996

리베르타드
- 파라과이 프리메라 디비시온: 2006, 2007

우니베르시다드 데 칠레
- 칠레 프리메라 디비시온: 2009 아페르투라

### 국가대표팀
페루
- 기린컵: 2011
- 코파 아메리카 3위: 2011